# Pedro Ricardo Torres Ribeiro
Pedro Ricardo Torres Ribeiro, noto semplicemente come Pedro Ribeiro (Guimarães, 26 novembre 1985), è un allenatore di calcio portoghese.

## Carriera
Ha iniziato ad allenare in giovane età, approdando nel 2011 nello staff tecnico di Vítor Pereira, lavorando prima come osservatore e poi come vice nelle esperienze con Al-Ahli, Olympiacos, Fenerbahçe e Monaco 1860. Il 23 febbraio 2018 diventa il nuovo tecnico del Gil Vicente, lasciando la squadra al termine della stagione. Il 3 luglio 2019 viene scelto come allenatore della formazione Under-23 del Belenenses SAD, subentrando poi alla guida della prima squadra del club di Lisbona nel mese di settembre. Nel successivo mese di gennaio si dimette dall'incarico, venendo sostituito da Petit. Il 23 giugno 2020 diventa il tecnico del Penafiel, al posto di Miguel Leal.